# While You're Out Looking for Sugar
«While You're Out Looking For Sugar» (en castellano: «Mientras estás fuera, buscando azúcar») es una canción de soul y R&B del grupo estadounidense Honey Cone, y aparece en su álbum de 1970 Take Me With You. El tema fue versionado por la cantante de neo soul británica Joss Stone en su sexto álbum de estudio, The Soul Sessions Vol. 2. La canción fue lanzada como primer sencillo del álbum el 15 de junio de 2012.

## Recepción

### Crítica
En general, la canción recibió críticas mixtas tirando a favorables. Christina Lee, de Idolator.com indicó que «cuando Joss Stone no le da un aire completamente nuevo a una canción, se presenta de nuevo a ella misma»; además de asegurar que el tema era un muy digno predecesor a «The High Road» (el siguiente sencillo, lanzado unos días más tarde); dándole finalmente al álbum un 3,5/5, y alabando la madurez de la voz de Joss.
John Tarpley, de Diffuser.fm le dio un 5 sobre 10 a la canción, criticando que, «aunque la voz de Joss está en una forma extraordinaria, y la canción en sí misma es fantástica, el resultado final es insuficiente, probablemente debido a una producción prepotente y poco original o a los excesivos gorgoritos y falsetes, o simplemente que desde que empieza sabes que podía haber sido mucho mejor».

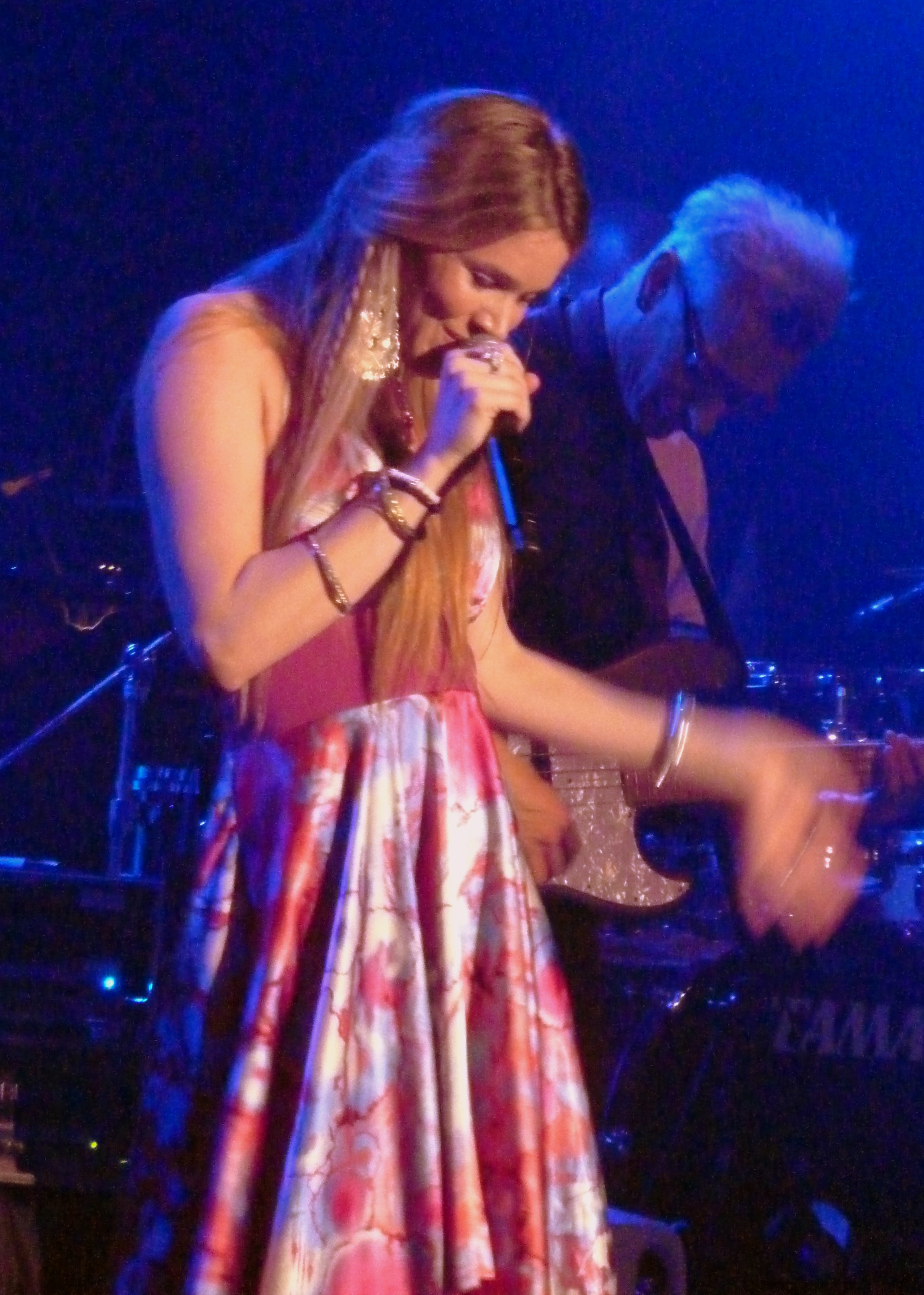
Joss Stone en un concierto a finales de 2012

### Comercial
La canción no tuvo una recepción comercial tan destacada como el álbum, sin entrar en el top 100 de ninguna lista europea o americana, donde el álbum sí que tuvo una gran acogida, a excepción de los Países Bajos, donde entró en el 66 y finalmente entró en el top 50, quedando su posición más alta en el 43.

## Vídeo musical
El 1 de julio de 2012, unas semanas antes de su lanzamiento oficial como sencillo, fue colgado un vídeo para la canción en la cuenta oficial de YouTube de la cantante. El vídeo muestra a la cantante y al equipo durante el proceso de creación y grabación del álbum, y de Joss cantando la canción en directo.
Actualmente, el vídeo cuenta con más de 350.000 visitas en su cuenta.
Con el lanzamiento oficial del sencillo, la cantante subió a su cuenta un lyric video para la canción.

## Lista de canciones
Descarga digital
1. «While You're Out Looking For Sugar» - 3:17

## Posicionamiento en listas
| Países Bajos | Ultratip Flandes | 43 |

## Historial de lanzamientos
| País           | Fecha de lanzamiento | Formatos         | Sello                            |
| -------------- | -------------------- | ---------------- | -------------------------------- |
| United Kingdom | 15 de junio de 2012  | Descarga digital | Stone'd Records, S-Curve Records |